# Kalačeevskij rajon
Il Kalačeevskij rajon (in russo Калачеевский район?) è un rajon dell'Oblast' di Voronež, in Russia; il capoluogo è Kalač. Istituito nel 1928, ricopre una superficie di 2.132 km².